# Junta governativa paulista de 1822
Quando D. João VI transformou as capitanias em províncias, estas foram inicialmente governadas por uma junta governativa. A província de São Paulo foi governada por um triunvirato:
- Mateus de Abreu Pereira[2]
- José Correia Pacheco e Silva
- Cândido Xavier de Almeida e Sousa

A junta governativa paulista de 1822 administrou a província de 10 de setembro de 1822 a 9 de janeiro de 1823.